# Třída Bagan Datuk
Třída Bagan Datuk je třída pobřežních hlídkových lodí Malajsijské pobřežní stráže (Malaysian Maritime Enforcement Agency – MMEA). Celkem bylo objednáno šest jednotek této třídy. Plavidla budou operovat ve výlučné ekonomické zóně země. Mezi jejich úkoly patří pohraniční hlídkování, průzkum, protipirátské a protipašerácké operace, likvidace znečištění a požárů, nebo mise SAR.

## Stavba
Kontrakt na stavbu šesti hlídkových lodí získala v listopadu 2015 malajsijská loděnice Destini Shipbuilding & Engineering v Klangu ve státě Selangor. Plavidla byla vyvinuta v rámci programu New Generation Patrol Craft (NGPC) na základě 40metrových pobřežní hlídkových lodí německé loděnice Fassmer. Stavba prototypové jednotky KM Bagan Datuk byla zahájena v prosinci 2015. Plavidlo bylo do služby přijato 15. března 2017.
Jednotky třídy Bagan Datuk:
| Jméno                | Vstup do služby  | Status  |
| -------------------- | ---------------- | ------- |
| Bagan Datuk (4541)   | 15. března 2017  | aktivní |
| Sri Aman (4542)      | 4. prosince 2017 | aktivní |
| Kota Belud (4543)    | 4. prosince 2017 | aktivní |
| Tok Bali (4544)      | 6. července 2020 | aktivní |
| Kota Kinabalu (4545) | 6. července 2020 | aktivní |
| Lahad Datu (4546)    | 30. září 2021    | aktivní |

## Konstrukce
Plavidla mají ocelový trup a nástavby ze slitin hliníku. Jsou vybavena inspekčním člunem RHIB. Prvních tří plavidla nesou dálkově ovládaný bezpilotní letoun Thales Fulmar, který startuje pomocí katapultu. Výzbroj tvoří jeden 30mm kanón Mk44 Bushmaster II v dálkově ovládané zbraňové stanici Aselsan SMASH, který mohou doplnit dva 12,7mm kulomety. Pohonný systém tvoří dva diesely MTU, každý o výkonu 2570 hp, pohánějící dva lodní šrouby. Nejvyšší rychlost dosahuje 24 uzlů. Dosah je 2000 námořních mil při cestovní rychlosti 12 uzlů.